# Giovanni Granafei
Giovanni Granafei (1605 – 18 de março de 1683) foi um prelado católico romano que serviu como Arcebispo de Bari (-Canosa) (1666–1683) e Bispo de Alessano (1653–1666).

## Biografia
Giovanni Granafei nasceu em Brindisi, na Itália, em 1605. No dia 9 de junho de 1653, foi nomeado bispo de Alessano durante o papado de Inocêncio X. A 22 de junho de 1653, foi consagrado bispo por Marcantonio Franciotti, cardeal-sacerdote de Santa Maria della Pace, com Giambattista Spada, patriarca titular de Constantinopla, e Ranuccio Scotti Douglas, bispo emérito de Borgo San Donnino, servindo como co-consagradores. A 11 de outubro de 1666, foi nomeado durante o papado de Alexandre VII como Arcebispo de Bari (-Canosa). Serviu como arcebispo de Bari (-Canosa) até à sua morte a 18 de março de 1683. Enquanto bispo, foi o consagrador principal de Annibale Sillano, bispo de Castro di Puglia (1653).